# Pataki József (polgármester)
Ifjabb Pataki József  (sárospataki; 1808? – Kolozsvár, 1865. szeptember 21.) ügyvéd, református egyházi elöljáró, Kolozsvár első polgármestere (1861).

## Életpályája
Gyermekkoráról, tanulmányairól lényegében nincs információ. Arra sincs adat, hogy pontosan milyen kapcsolat volt közte, és a szintén sárospataki előnevet viselő, és szintén református Pataki József (1711–1784) kolozsvári nyomdásszal. Ügyvéd mivoltát csak nekrológjából ismerjük, és e beszámolók azt sugallják, hogy életében közmegbecsülésnek örvendett - még ha halálát követően személye feledésbe merült is.
1837-ben a kolozsvári kaszinó jegyzője volt, 1841-ben pedig a szervezet három igazgatójának egyikévé választották. 1843-tól városi tanácsos.
Az 1860-ban kibocsátott októberi diploma az ország alkotmányos alapokon nyugvó újjászervezését írta elő. Ezzel összefüggésben I. Ferenc József magyar király elrendelte, hogy az erdélyi megyék és szabad királyi városok önkormányzati alapon szervezzék újjá vezető testületeiket. Kolozsváron 1861 májusában tartották a választásokat, ahol először választottak polgármestert a korábbi főbírói tisztség helyett. Ekkor Patakit polgármesterré, Gyergyai Ferencet királybíróvá (a polgármester utáni első tisztség, főbírónak is nevezték, ami félreértésre adhat okot), Minorich Károlyt pedig főkapitánnyá (rendőrkapitány) választották meg.
Nem sokáig töltötte be tisztségét: Ferenc József erdélyi országgyűlés összehívását rendelte el, mire tiltakozásul 1861 novemberében számos közigazgatási vezető benyújtotta lemondását, köztük Pataki József is. Utóda Wendler Frigyes korábbi főbíró lett. Nem szakadt el azonban Kolozsvár közéletétől, aktív marad a következő években is, kezdeményezője volt például Wendlerrel és Tompa János városi főmérnökkel együtt a Széchenyi téri Széchenyi szobor felállításának.
53 éves korában bekövetkezett halála váratlan volt: kerti munkát végzett és meghűlt, majd hirtelen elhunyt 1865-ben. Szeptember 23-án temették a Házsongárdi temetőben. A korabeli beszámoló szerint "roppant nagy" tömeg kísérte házától a temetőig tartó úton, melyet 300  fáklya világított meg. A sírnál Nagy Péter református püspök búcsúztatta. Sírfelirata azt a közmegbecsülést tükrözi, amit életében élvezett:

„A KÖZÉRDEK BUZGÓ APOSTOLA A FELÁLDOZÓ JÓ BARÁT S. PATAKI PATAKY JÓZSEF EMLÉKÉRE ÁLLÍTTATOTT TISZTELŐI S BARÁTAI ÁLTAL MEGHALT 1865. SEPTEMBER 21ÉN 53 ÉVES KORÁBAN.”